# Fernández Feo (paroisse civile)
Pour les articles homonymes, voir Fernández Feo.
Fernández Feo est l'une des trois paroisses civiles de la municipalité de Fernández Feo dans l'État de Táchira au Venezuela. Sa capitale est San Rafael del Piñal, chef-lieu de la municipalité.